# Saint-Germain, Meurthe-et-Moselle
 Saint-Germain  là một xã của tỉnh Meurthe-et-Moselle, thuộc vùng Grand Est, đông bắc nước Pháp.